# Tedrive
Die tedrive Holding B.V., gegründet am 30. April 2007, entstand nach der Übernahme von vier Standorten aus der Visteon Corp. durch Special Situations Venture Partners II, (SSVP II) einem privaten Equity-Fonds. Die Holding mit Sitz im niederländischen Heerlen verfügte über Betriebsstandorte in Düren und Wülfrath, Praszka (Polen) und São Paulo (Brasilien). Produziert wurden Antriebswellen, Differenziale und Lenksysteme für die Automobilindustrie. Per Gesellschafterbeschluss vom 9. August 2010 wurde die Holding zum Ablauf des 31. August 2010 aufgelöst.

## Insolvenz der deutschen Werke
Einer Pressemitteilung vom 10. Dezember 2008 zufolge beantragten die deutschen Standorte in Wülfrath und Düren die Eröffnung des Insolvenzverfahrens beim Amtsgericht Aachen. Weder die Standorte in Brasilien oder Polen, noch die Holding in den Niederlanden strebten zu diesem Zeitpunkt die Insolvenz an und führten ihre Geschäfte nach Angaben von Tedrive im normalen Umfang weiter. Die Werke in Deutschland beschäftigten zum damaligen Zeitpunkt rund 1500 Mitarbeiter.
Das Insolvenzverfahren wurde zum 1. März 2009 durch das Amtsgericht Aachen eröffnet. Die Aktivitäten führten dazu, dass das Werk Wülfrath als Tedrive Steering Systems GmbH Unabhängigkeit erlangte. Das Werk Düren wurde vom US-amerikanischen Investor Neapco aufgekauft und firmiert seither unter Neapco Europe.

## Werke in Brasilien und Polen
Das Werk Brasilien, tedrive Sistemas de Chassis do Brasil Ltda, ist zum 1. Juni 2011 in den Besitz der NTN Corporation übergegangen. Das Werk Polen in Praszka gehört nun ebenfalls der Neapco Europe.

## tedrive Steering
Die tedrive Steering Systems GmbH, nun von der Firma Knorr Bremse aufgekauft, mit Sitz in Wülfrath ist Hersteller von Lenksystemen für die Automobilindustrie. Das Produktportfolio umfasst Lenkgetriebe für hydraulische und elektrohydraulische Lenksysteme, mechanische Lenksysteme, Gehäuse für Lenkgetriebe, Spurstangen, Zahnstangen und Ventile. Kernstück der Entwicklung ist die intelligente Hydrauliklenkung (intelligent Hydraulic Steering Assist, iHSA), die zur höheren Fahrsicherheit beiträgt.
Schwerpunkte der Geschäftstätigkeit liegen in den europäischen Automobilmärkten. Außerdem ist das Unternehmen multinational tätig mit Kunden, strategischen Partnern und Lieferanten unter anderem in Amerika, Asien und den BRIC-Staaten.
Am 1. Juni 2016 wurde bekannt, dass das Unternehmen von der Knorr-Bremse AG übernommen werden soll.
Der Standort Wülfrath wird in absehbarer Zeit geschlossen. Über Details wird noch verhandelt.

### Produkte
Das Produktportfolio umfasst:
- mechanische Lenkungen, insbesondere Leichtbau-Design,
- hydraulische und elektro-hydraulische Lenkgetriebe (HPS/EHPS) sowie
- die intelligente Hydrauliklenkung (iHSA).[14]

Komponenten für Lenksysteme sind Sicherheitsteile, die höchste Präzision erfordern. In Wülfrath werden folgende Komponenten hergestellt:
- Gehäuse aus Stahl und Aluminium
- Spurstangen
- Zahnstangen
- Ventile[15]

### Geschichte des Standortes Wülfrath
Von 1924 bis 1952 wurde im damaligen Karosseriewerk der Firma Hebmüller und Söhne das Hebmüller Cabriolet hergestellt. Das Werk wurde 1956 durch Ford übernommen, und ab 1957 produzierte der Standort Press- und Schmiedeteile. Seit einer Umstrukturierung 1971 fertigt das Werk Lenkungen, Achsschenkel und Schwenklager. In der 1984 eröffneten Lehrwerkstatt wurden zunächst ausschließlich Maschinenschlosser ausgebildet. Ab 1992 wurden am Standort Servolenkungen montiert, 1997 startete die Herstellung von Lenkungsventilen. Mit der Ausgliederung des Komponentengeschäfts durch Ford Ende der 1990er Jahre entstand im Jahr 2000 der Automobilzulieferer Visteon GmbH, zu dem auch das Lenkungswerk Wülfrath gehörte.
Im Mai 2007 verkaufte Visteon den europäischen Chassis-Geschäftsbereich an eine Private-Equity-Gesellschaft, und die tedrive Gruppe wurde gegründet. Hierzu gehörte auch die Wülfrather tedrive Steering GmbH. Bedingt durch die Finanz- und Automobilkrise befand sich das Unternehmen 2009 in der Insolvenz. Nach Ende des Insolvenzverfahrens wurde der Standort Wülfrath als tedrive Steering Systems GmbH eigenständig. Durch das Auslaufen der Ford Focus Lenkung steht 2011/2012 Kurzarbeit an.

### Auszeichnungen
Im Zuge des Industriewettbewerbs „Fabrik des Jahres 2001“ erhielt der Standort die Auszeichnung „Hervorragende Verbesserungsdynamik“. Für die Entwicklung des Stahlgehäuses wurde das Werk außerdem mit dem ersten Platz des „Deutschen Stahl-Innovationspreises 2006“ in der Kategorie „Produkte aus Stahl“ ausgezeichnet.